# Мируша (парк)
„Мируша“ (на албански: Mirusha / Mirushë; на сръбски: Мируша / Miruša) е регионален парк, разположен в централната част на частично признатата Република Косово, в източните равнини на Метохия.
Районът е образуван през 1975 г. като специален резерват с площ 19 021,55 хектара с решение на общините Ораховац и Клин.
Благодарение на природните си забележителности, специфичния ландшафт, както и разнообразието на растениия, през 1982 г. Мируша е обявен за регионален парк от пета категория (природоохраняема зона) според класификацията на IUCN с площ от 55 580,70 дка. Той е разположен на територията на три общини: Клина, Малишево и Ораховац.
Година по-късно, през 1983 г., във връзка с хидроложката си и ландшафтна стойност, заливната зона на река Мируша също е взета под охрана като територия от трета категория (природна забележителност) в съответствие с IUCN. Площта ѝ е 1197,29 ha и принадлежи на общините Ораховац и Клина.

## Характеристики
Парк Мируша е най-известен благодарение на каньона си, в който тече едноименната река, захранвана от редица карстови езера и водопади, разположени един зад друг в каскади.
Поради местната геоложката структура, която се състои от ултрабазови скали и утаечни образувания от юрския период и карбонати от долна и горна креда, река Мируша е създала каньон с дълбочина 200 m.
По протежение на каньона се намират малки езера, които са свързани помежду си с водопади с височина до 21 метра – общо 12 водопади и 16 езера. Те се различават по форма и размер в съответствие с положението си, както и поради структурата и състава на варовиковите блокове. Каньонът е най-широк при последното езеро, а най-тясната му част е в района на четвъртото езеро, където неговата дълбочина между скалите достига максималната си стойност 200 m.

## География
Природният регионален парк Мируша обхваща 55 580 дка на територията на общините Клина, Малишево и Ораховац в източните равнини на Метохия, централно Косово. Височината обикновено варира от 300 до 600 m. Георазнообразието на басейна на река Мируша също е важно природно наследство, свързано с геологията, геоморфологията и хидрологията, както и за образованието и туризма.

## Биоразнообразие
Благодарение на умереноконтиненталния климат със средиземноморско влияние, районът е доста богат на биологични видове. Освен от климата, на богатството на биоразнообразието в района на парк Мируша оказва влияние и недостатъчното индустриално развитие на региона. Парковата зона се обитава от множество ендемични и стеноендемични видове.